# قصب السكر المخزني
قصب السكر المخزني أو البرسوم (الاسم العلمي: Saccharum officinarum) هو نوع من النباتات يتبع جنس قصب السكر من الفصيلة النجيلية.